# Doug Cook
Douglas T. "Doug" Cook (Ho-Ho-Kus, Nueva Jersey, 1948) es un exjugador de baloncesto estadounidense que disputó una temporada en la liga italiana. Con 1,98 metros de estatura, jugaba en la posición de alero.

## Trayectoria deportiva

### Universidad
Jugó durante cuatro temporadas con los Wildcats del Davidson College, en las que promedió 14,5 puntos y 8,6 rebotes por partido. En 1968 y 1969 fue incluido en el segundo mejor quinteto de la Southern Conference, y en la última en el primero.

### Profesional
Fue elegido en la vigésimo segunda posición del  Draft de la NBA de 1970 por Cincinnati Royals, y también en el draft de la American Basketball Association por los New York Nets, pero acabó fichando por la Virtus Bolonia de la liga italiana, mientras que los Royals le manteína el puesto en el equipo para la temporada siguiente. Pero la temporada en Italia no fue nada gratificante, ya que pudo jugar pocos partidos debido a lesiones y suspensiones, anotando un total de 250 puntos. Dos roturas en la rodilla le hicieron abandonar la práctica del baloncesto de forma prematura.